# آلدو سوروالی
آلدو سوروالی (استونیایی: Aldo Suurväli؛ زادهٔ ۱۷ مهٔ ۱۹۶۷) شناگر اهل استونی بود. وی در بازی‌های المپیک تابستانی ۱۹۹۲ شرکت کرده است.